# Welcome to Loserville
Welcome to Loserville é o álbum de estreia da banda de pop punk britânica Son of Dork, que foi lançado pela Mercury Records em 21 de novembro de 2005.
Foi recebido com críticas negativas, e entrou na 35 posição. O primeiro single a ser lançado pelo álbum foi "Ticket Outta Loserville", divulgado em 7 de novembro de 2005, entrando em terceiro lugar no UK Singles Charts.
O segundo single do álbum foi "Eddie's Song", divulgado em 16 de Janeiro de 2006 e entrou em décimo.
O suposto terceiro single da banda seria "We're Not Alone", que não está no álbum e levantaram rumores de uma nova versão, mas mais tarde foi cancelada.
É também o título do novo filme das estrelas da TV Ant & Dec intitulada Alien Autopsy.

## Faixas
1. "Ticket Outta Loserville"
2. "Eddie's Song"
3. "Little Things"
4. "Party's Over"
5. "Boyband"
6. "Sick"
7. "Slacker"
8. "Holly... I'm The One"
9. "Wear Me Down"
10. "Murdered In The Mosh"
11. "Murdered In The Mosh" - choral version (faixa escondida)

- Há também uma faixa escondida, que pode ser encontrada rebobinando a primeira faixa do CD, que consiste exatamente um coro cantando "Son Of Dork".